# I Can See You (bài hát)
"I Can See You" (tạm dịch: Em có thể nhìn thấy anh) là một bài hát của nữ ca sĩ kiêm nhạc sĩ người Mỹ Taylor Swift, trích từ album tái thu âm thứ ba của cô mang tên Speak Now (Taylor's Version) (2023). Được sáng tác bởi Swift kiêm vai trò đồng sản xuất với nhà sản xuất Jack Antonoff, "I Can See You" mang âm hưởng từ nhiều thể loại nhạc rock khác nhau, chủ yếu là nhạc indie rock và surf rock được đặc trưng bởi những đoạn riff guitar đầy hấp dẫn. Bài hát có chủ đề về khêu gợi tình dục và những ẩn dụ liên quan đến những lời tán tỉnh được đưa vào một số đoạn của bài hát nhằm miêu tả sức hút của Swift đối với người cô quen.
Sau khi phát hành, "I Can See You" đạt vị trí thứ 4 trên bảng xếp hạng Billboard Global 200 và lọt vào top 10 ở các bảng xếp hạng tại Úc, Canada, Ireland, Nhật Bản, New Zealand, Singapore, Vương quốc Anh và Hoa Kỳ. "I Can See You" nhận được nhiều phản ứng tích cực từ giới phê bình âm nhạc, chủ yếu là bởi kết cấu nhịp nhàng, ca từ gợi cảm và sức hấp dẫn của bài hát, nhiều độc giả đã chọn ca khúc là điểm nhấn trong các bản "vault" của album.
Chính Swift là nhà đạo diễn video âm nhạc cho ca khúc, trong đó một số diễn viên như Joey King, Taylor Lautner và Presley Cash đóng trong vai những tên cướp đột nhập vào kho tiền ở trong khu bảo tàng nhằm để giải phóng Swift đang bị mắc kẹt trong đó. Đây là một phép ẩn dụ cho sự giúp đỡ và hỗ trợ của người hâm mộ khi quyền sở hữu tác phẩm của Taylor Swift bị đe dọa.

## Bối cảnh
Taylor Swift đã phát hành album Speak Now vào năm 2010 và sau đó là ba album phòng thu tiếp theo dưới hãng thu âm Big Machine đến tháng 11 năm 2018 khi hợp đồng với hãng đã chính thức hết hạn. Cô đã rời khỏi Big Machine và đã ký hợp đồng với hãng thu âm mới Republic Records. Vào năm 2019, một doanh nhân người Mỹ tên là Scooter Braun đã mua lại hãng thu âm Big Machine. Sau khi mua lại hãng, quyền sở hữu bản gốc đối với tất cả sáu album phòng thu đầu tiên của Swift, bao gồm cả album Speak Now cũng đã được Braun mua lại. Vào tháng 8 năm 2019, Swift đã tố cáo việc Braun mua lại cả sáu album trên đồng thời cũng thông báo rằng cô sẽ thu âm lại cả sáu album phòng thu đầu tiên để tự mình sở hữu các bản gốc của chúng. Swift đã bắt đầu thu âm lại album từ tháng 11 năm 2020.
Vào ngày 5 tháng 5 năm 2023, tại buổi biểu diễn Nashville đầu tiên trong chuyến lưu diễn The Eras Tour, Swift đã chính thức thông báo về album tái thu âm tiếp theo là Speak Now (Taylor's Version), đồng thời cô cũng thông báo về ngày phát hành của album là ngày 7 tháng 7 năm 2023, Vào ngày hôm sau, cô đã đăng một bài đăng nói về album này trên mọi nền tảng mạng xã hội, viết rằng "Tôi yêu album này bởi vì nó kể câu chuyện về quá trình trưởng thành, lúng túng, bay bổng, đâm sầm vào tình yêu... và đã giúp tôi sống để muốn nói về nó". Swift nhấn mạnh những khó khăn mà cô đã từng phải đối mặt trong cuộc sống của mình trong thời gian mà cô viết bản ghi, trong đó có "sự trung thực tàn nhẫn, những lời thổ lộ mơ hồ và sự bâng khuâng hoang dại". Vào ngày 5 tháng 6, danh sách bài hát trong album đã chính thức được công bố với tổng cộng 22 bài hát, trong số đó có 16 bài hát được tái thu âm từ bản album gốc và sáu bài hát còn lại của album có thêm nhan đề "From The Vault", sáu bài hát này đã chưa được phát hành trước đó mặc dù đã được viết trong giai đoạn hình thành nên album Speak Now nhưng lại không thể vượt qua vòng kiểm duyệt để cho vào danh sách ca khúc vào năm 2010.

## Cấu trúc
Với nhịp độ khoảng 123 nhịp và chịu ảnh hưởng từ các yếu tố của nhạc funk, "I Can See You" mở đầu với đoạn guitar riff hòa lẫn với giai điệu surf rock, Jason Lipshutz từ tạp chí Billboard đã mô tả phần nhạc dạo của bài hát luôn có tính "lềnh bềnh" nhưng lại vô cùng "sắc sảo". Xuyên suốt đoạn đầu tiên luôn đặc trưng bởi những tiếng bass bị biến dạng và những tiếng synthesizer lướt qua. Với chủ đề về khêu gợi tình dục tương đồng với ca khúc năm 2017 "Dress" trong album Reputation. Swift luôn sử dụng những lời bóng nhằm để mô tả một mối tình đầy "tai họa".

## Đánh giá chuyên môn
Một số độc giả đã chọn "I Can See You" là ca khúc vault hay nhất trong album. Annabel Nugent từ tờ The Independent đã nhận định về quá trình sản xuất của bài hát "hay rập rình" và cho rằng, nó có thể gợi lên "tâm trạng indie-rock" khác với những ca khúc tiền nhiệm gần đây. Jason Lipshutz từ tạp chí Billboard đã khẳng định bài hát sẽ "là một bổ sung xuất sắc" nếu cho album gốc và nhà phê bình Kate Solomon từ tờ i đã gọi bài hát là một "tác phẩm kinh điển".
Bobby Olivier từ tạp chí Spin ghi nhận về chủ đề dục vọng của bài hát có thể bổ sung thêm một khía cạnh mới cho quá trình sáng tác của Swift. Trong một bài đánh giá từ trang Sputnikmusic đã khẳng định bài hát có những nốt guitar và giai điệu "dễ gây nghiện" so với bất kỳ bài hát nào của Swift kể từ ca khúc năm 2015 "Style". Vrinda Jagota từ trang Pitchfork đã gọi bài hát "như một bản trap-pop da diết, du dương với phong cách từ album Reputation" hơn là phong cách trên album Speak Now. Laura Snapes từ tờ The Guardian đã ghi nhận đến sự "hấp dẫn về tình dục" trong lời ca nhưng lại chỉ trích quá trình sản xuất và gọi bài hát không khác gì "một bản sao tích cực của Maroon 5 tệ hại".
Trong bảng tổng sắp toàn bộ các bài hát "From The Vault" từ ba album tái thu âm của Swift tính đến năm 2023 của Lipshutz, "I Can See You" được xếp ở vị trí thứ 2 và nhận xét ca khúc ẩn chứa những sự tự tin bên trong, từ "năng lượng tình dục" bên trong ca từ đến "độ châm" của những lớp nhạc cụ chính là điểm nhấn của bài hát.

## Diễn biến thương mại
Chỉ trong ngày đầu tiên ra mắt, "I Can See You" nhanh chóng tiến đến vị trí thứ 4 trên các bảng xếp hạng tại Ireland và New Zealand, đứng thứ 5 tại Úc, thứ 6 tại Vương quốc Anh, thứ 7 tại Singapore, thứ 8 tại Canada và Nhật Bản. "I Can See You" cũng đạt tại vị trí thứ 4 trên bảng xếp hạng Billboard Global 200 với 52,9 triệu lượt phát trực tuyến và hơn 6,000 bản được bán ra trên toàn cầu. Cùng với ca khúc "Back to December (Taylor's Version)" đứng ở vị trí thứ 10, cả hai bài đều giúp Swift có được bài hát thứ 16 và 17 lọt vào top 10 trên bảng xếp hạng Global 200.
Tại Hoa Kỳ, bài hát ra mắt ở vị trí thứ 5 trên bảng xếp hạng Billboard Hot 100 và vị trí thứ 4 trên bảng xếp hạng Billboard Global 200, đưa Swift trở thành nghệ sĩ nữ đầu tiên trong lịch sử bảng xếp hạng có cả ba bài hát từ ba album khác nhau lọt vào top 10 cùng lúc kể từ khi The Beatles đạt được thành tích này vào năm 1964. Đây là ca khúc thứ 26 của cô lọt vào top 5 và là ca khúc tái thu âm thứ hai lọt vào top 10, chỉ đứng sau bài hát "All Too Well (Taylor's Version)" khi nó đứng ở vị trí đầu bảng.

## Video âm nhạc

### Phát triển
Swift lên ý tưởng cho video từ khoảng đầu năm 2022 và vào tháng 4 năm 2023, quá trình quay phim mới chính thức được khởi công tại thành phố Liverpool, Anh. Swift khẳng định rằng, cô luôn "muốn thể hiện một câu chuyện một cách trực quan mô tả những cách mà người hâm mộ của cô đã giúp cô lấy lại âm nhạc cho chính mình". Trong đó, một số nhân vật như Joey King, Taylor Lautner, Presley Cash đã được Swift mời tham gia để đóng vai trong video. Cash và King trước đây cũng đã từng đóng vai chính trong video âm nhạc của bài hát năm 2011 "Mean" của Swift, Lautner và Swift trước đây đã từng hẹn hò trong một khoảng thời gian ngắn và đóng vai chính trong bộ phim Ẩn số tình yêu năm 2010 trước khi phát hành album Speak Now.

### Phát hành
Do Swift làm nhà đạo diễn và Jonathan Sela làm giám đốc hình ảnh. Video âm nhạc của "I Can See You" ra mắt vào 7 tháng 7 năm 2013 khi Swift đang lưu diễn ở thành phố Thành phố Kansas, Missouri. Vào ngày hôm sau, video chính thức ra mắt trên nền tảng YouTube.

### Nội dung

Swift đang bị mắc kẹt trong một căn hầm, quan sát bìa của Speak Now (Taylor's Version) trong video ca nhạc.

Video bắt đầu bằng cảnh một vụ đột nhập vào tòa ngân hàng Quốc gia Westminster nằm trên Phố Castle do Cash, King và Lautner thực hiện để giải cứu Swift, người đang bị nhốt trong một căn hầm tại kho thuốc Stanley Dock. Những ẩn dụ trong video nhằm thể hiện cho việc người hâm mộ của Swift đang cố gắng giúp Swift lấy lại quyền sở hữu của mình sau khi bị chộp lấy sáu album đầu tiên.

## Đội ngũ thực hiện
Đội ngũ thực hiện được điều chỉnh trên ghi chú trên bìa bản CD.
| - Taylor Swift – hát chính, viết lời, sản xuất - Jack Antonoff – sản xuất, phối khí, lập trình âm thanh, chơi acoustic, guitar bass, guitar điện, acoustic 12 dây, keyboards, synthesizer, hát đệm - Evan Smith – phối khí, saxophone - Mikey Freedom Hart – guitar điện, synthesizer, wurlitzer - Sean Hutchinson – đánh trống, nhạc cụ gõ - David Hart – phối khí | - Laura Sisk – phối khí - John Rooney – trợ lý phối khí - Jon Sher – trợ lý phối khí - Megan Searl – trợ lý phối khí - Serban Ghenea – hòa khí - Bryce Bordone – hòa khí, hòa phối - Randy Merrill – hoàn chỉnh âm thanh |

## Bảng xếp hạng
| Bảng xếp hạng (2023)                     | Thứ hạng |
| ---------------------------------------- | -------- |
| Úc (ARIA)                                | 5        |
| Áo (Ö3 Austria Top 40)                   | 58       |
| Canada (Canadian Hot 100)                | 8        |
| Đức (GfK)                                | 90       |
| Thế giới Global 200 (Billboard)          | 4        |
| Hy Lạp (IFPI)                            | 13       |
| Ireland (IRMA)                           | 4        |
| Nhật Bản (Billboard Hot Overseas)        | 8        |
| Malaysia (Billboard)                     | 22       |
| Hà Lan (Single Top 100)                  | 87       |
| New Zealand (Recorded Music NZ)          | 4        |
| Philippines (Billboard)                  | 13       |
| Singapore (RIAS)                         | 7        |
| Thụy Điển (Sverigetopplistan Heatseeker) | 1        |
| Anh Quốc (OCC)                           | 6        |
| Hoa Kỳ Billboard Hot 100                 | 5        |
| Hoa Kỳ Hot Country Songs (Billboard)     | 3        |